# Río Balala
El río Balala es un curso de agua que nace en el cordón del tilo en la cordillera de los Andes y desemboca en el río Turbio (Elqui) de la cuenca del río Elqui.
(No debe confundirse con la quebrada Balalita)

## Caudal y régimen
El caudal del río es escaso

## Historia
Luis Risopatrón lo describe en su Diccionario Jeográfico de Chile en 1924 sobre el río:: 239 
Balala (Rio) 29° 54' 70° 15'. Recibe las aguas de las faldas S del cordón del Tilo, corre hacia el SW i se vacia en la márjen N del curso medio del rio Turbio, en el que se encuentran potreros alfalfados, a 1 500 m de altitud. 118, p. 75 i 107; i quebrada en 134; i 156; i de rio Ualata en 66, p.-222 (Pissis, 1875)?